# 두문동
두문동(杜門洞)은 조선 시대 송도 성거산 서쪽에 고려가 멸망하자 과거 고려의 신하 72명이 살던 곳이다. 두문불출한다하여 두문동이라고 불리었다. 간의대부 차원부가 죽은 후 대부분 고향으로 돌아갔으나 성사제 등의 13명은 회유에 굴복하지 않고 가시덤불을 쌓고 불을 질러 죽었다. 이들 중 맹호성, 조의생, 임선미를 두문삼절(杜門三絶)이라 부른다.

## 같이 보기
- 두문동칠십이인